# Constance de Castille (1323-1345)
Pour les articles homonymes, voir Constance de Castille.
 (octobre 2019).
Si vous disposez d'ouvrages ou d'articles de référence ou si vous connaissez des sites web de qualité traitant du thème abordé ici, merci de compléter l'article en donnant les références utiles à sa vérifiabilité et en les liant à la section « Notes et références ».
Constance Manuel de Villena (Castillo de Garcimuñoz, 1323 † Santarem, 1345) fut reine consort de Castille et de León de 1325 à 1327 par son mariage avec Alphonse XI de Castille et infante de Portugal par son mariage avec Pierre Ier de Portugal.

## Biographie
Fille aînée de l'écrivain et homme politique Don Juan Manuel de Castille, prince de Villena et sa deuxième femme, l'infante Constance d'Aragon, elle fut mariée à l'âge de deux ans à peine au roi Alphonse XI de Castille, alors âgé de quatorze ans, c'est-à-dire tout juste majeur pour l'époque. Cette union fut ratifiée par les cortes de Valladolid le 28 novembre 1325 mais le mariage ne fut naturellement pas consommé et Constance prit simplement le titre de reine de Castille. En 1327, toutefois, elle fut répudiée car son mari visait désormais un mariage avec l'infante Marie, fille du roi Alphonse IV de Portugal afin de renforcer les liens avec ce royaume voisin. Constance fut alors enfermée au château de Toro sous la surveillance de sa nourrice Teresa et Alphonse fit annuler le mariage. Cela suscita l'ire de Don Juan Manuel, alors le plus puissant des nobles castillans, qui réclama sa fille : face au refus du roi, il soutint plusieurs émeutes contre le pouvoir royal jusqu'en 1328, date à laquelle Alphonse XI se remaria avec l'infante de Portugal, concordant du même coup une union entre la jeune Constance de Castille et Pierre de Portugal, le frère de Marie et héritier du trône. 
Le mariage eut lieu le 28 mars 1336 au couvent de Saint-François à Evora, par procuration puisque le roi de Castille continuait d'empêcher la jeune princesse de quitter Toro, ce qui provoqua un regain de tension dans les rapports entre la Castille et le Portugal, déjà affectés par la relation adultérine d'Alphonse XI avec Leonor de Guzman. Ulcéré, Alphonse IV de Portugal, père à la fois de Pierre et de Marie, déclara la guerre à son gendre, permettant involontairement aux Mérinides d'attaquer eux aussi la Castille. Cette menace plus que toute autre permit la cessation des combats et Constance put enfin aller épouser son mari en personne, à Lisbonne, le 24 août 1340. A cette occasion, Constance reçut de son beau-père la seigneurie de Montemor-o-Novo, Alenquer et Viseu.
Constance avait dans sa suite la noble galicienne Inès de Castro, que son mari l'infant Pierre lui préféra bientôt et avec laquelle il devait se remarier en secret à la mort de Constance. Les menaces et les avertissements d'Alphonse IV ne servirent à rien : il semble que Constance, à la naissance de son premier fils, Louis, ait fait d'Inès sa marraine, afin de mettre un terme à cette relation puisque l'église considérait les amours entre une marraine et le père de l'enfant comme incestueuses. Mais Louis décéda au bout de quelques jours et la relation entre Pierre et sa maîtresse reprit de plus belle jusqu'en 1344, date à laquelle Alphonse IV relégua Inès à Albuquerque, à la frontière entre la Castille et le Portugal. 

## Descendance
De l'union entre Constance et Pierre naquirent :
- Marie de Portugal (1342 † après 1375), épouse en 1354 Ferdinand d'Aragon (1329 † 1363), marquis de Tortosa ;
- Louis de Portugal (1344 † 1344) ;
- Ferdinand Ier de Portugal.

Peu de temps après la naissance de Ferdinand, le 13 novembre 1345, Constance mourut de fièvre puerpérale à Santarem. Elle fut enterrée au couvent de Saint-François dans la même ville.

## Dans la culture populaire
Constance est l'un des personnages du film La reine morte, réalisé en 1944 par José Leitão de Barros.